# 麗錦魚
麗錦魚，為輻鰭魚綱鱸形目隆頭魚亞目隆頭魚科的其中一種，分布於東大西洋的阿森松島及聖赫勒拿島海域，棲息深度1-30公尺，體長可達10公分，棲息在沿海海草生長的岩石海域，生活習性不明。